# خط فرودگاه مهرآباد
انشعاب خط ۴ مترو تهران خطی با ۳ ایستگاه است که ۲ ایستگاه آن در فرودگاه مهرآباد قرار دارد. این خط انشعاب خط ۴ مترو است و قرار است بزودی در ایستگاه متروی شهید هاشمی با خط ۸ متروی تهران تقاطع ایجاد کند.

## ایستگاه‌ها
| ایستگاه‌ها                    | مکان                                        | تقاطع‌ها          |
| شمال به جنوب                 | شمال به جنوب                                | شمال به جنوب     |
| ---------------------------- | ------------------------------------------- | ---------------- |
| ایستگاه مترو بیمه            | بزرگراه لشگری، نبش خیابان بیمه دوم          | خط ۴ متروی تهران |
| پایانهٔ ۱ و ۲ فرودگاه مهرآباد | بزرگراه لشگری، خیابان فرودگاه مهرآباد       |                  |
| پایانهٔ ۴ و ۶ فرودگاه مهرآباد | فرودگاه مهرآباد، انتهای خیابان پرواز        |                  |
| ایستگاه متروی میدان فتح      | بزرگراه آیت‌الله سعیدی تقاطع خیابان هاشمی    | RER B            |
| ایستگاه متروی شهید هاشمی     | خیابان شهید هاشمی تقاطع بزرگراه یادگار امام |                  |
| جنوب به شمال                 |                                             |                  |